# Zafer Biryol
Zafer Biryol (ur. 2 października 1976 w Rize) – turecki piłkarz grający na pozycji napastnika.
Do swojego obecnego klubu przybył w 2010 roku. Wcześniej występował w takich klubach jak: Mersin İdman Yurdu, Edirnespor, Yeni Salihlispor, Etimesgut Şekerspor, Göztepe AŞ, Konyaspor, Fenerbahçe SK, Bursaspor, Çaykur Rizespor, ponownie Mersin İdman Yurdu i Altay SK. W sezonie 2004/2005 zdobył tytuł króla strzelców ligi w barwach Konyasporu.

## Kariera międzynarodowa
Zafer Biryol zagrał w pięciu meczach reprezentacji Turcji. Na międzynarodowej arenie zadebiutował w drugiej połowie meczu z Danią (0:1), który odbył się 18 lutego 2004.